# Lachnomyrmex laticeps
Lachnomyrmex laticeps  (лат.) — вид муравьёв рода Lachnomyrmex из подсемейства Myrmicinae (Formicidae). Неотропика.

## Распространение
Центральная Америка (Коста-Рика).

## Описание
Мелкого размера муравьи коричневого цвета (длина тела около 4 мм). Длина головы рабочих (HL) 0,77-0,83 мм, ширина головы (HW) 0,74-0,79 мм. Отличаются дорзально плоской головой и тонкой бороздчатостью тела. Тело покрыто многочисленными длинными волосками. Стебелёк между грудкой и брюшком состоит из двух узловидных члеников (петиоль и постпетиоль). Сходен с видами Lachnomyrmex grandis и Lachnomyrmex pilosus.
Вид был впервые описан в 2008 году американскими мирмекологами Роберто Ф. Брандао (Brandao, Carlos R. F.) и Родриго М. Фейтоза (Feitosa, Rodrigo M.) в ходе ревизии рода.

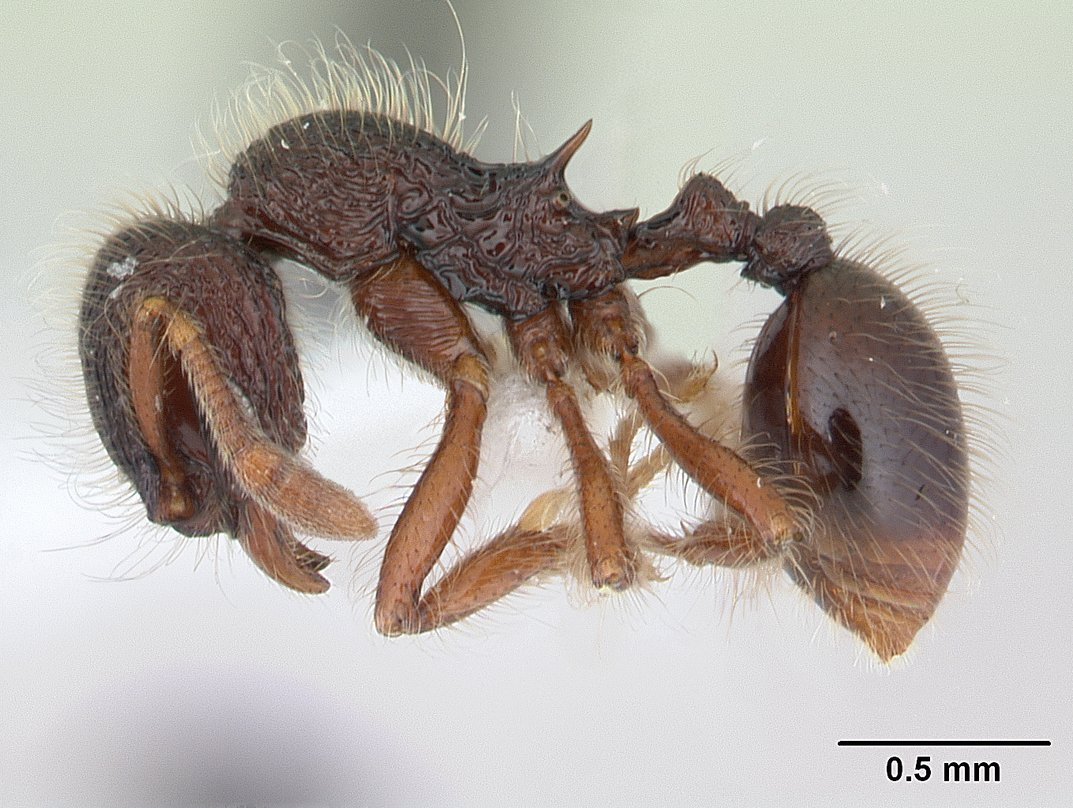
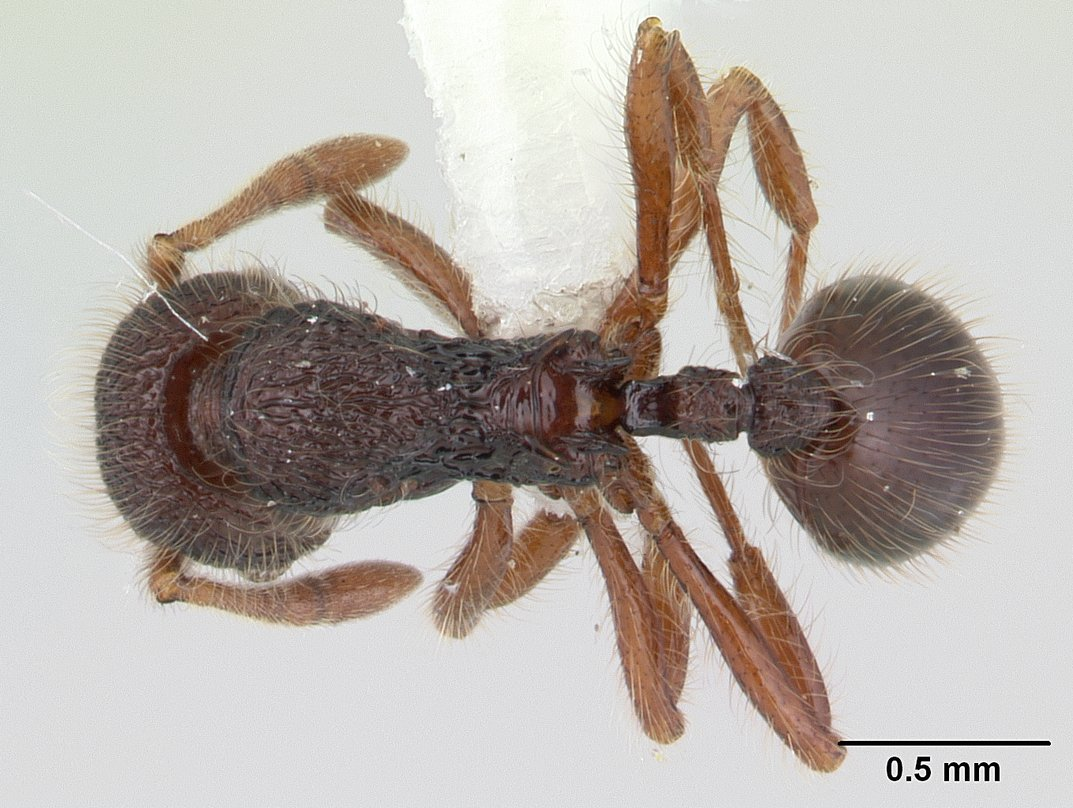